# Alfamart
Alfamart – indonezyjska sieć sklepów spożywczych, działająca w Indonezji i na Filipinach. Liczy ponad 10 tys. sklepów.
Marka należy do przedsiębiorstwa PT Sumber Alfaria Trijaya Tbk (zał. 1989).
Sieć została uruchomiona w 1999 roku.

## Marketing
W każdy piątek, sobotę i niedzielę Alfamart zawsze organizuje promocję JSM, która jak sama nazwa wskazuje, trwa tylko przez trzy dni w weekend. Co tydzień zmieniają się produkty objęte promocją.